# حرة البصيلة
حرة البصيلة أحد المواقع الأثرية التي تقع في القريات شمال المملكة العربية السعودية.

## الوصف
يبعد الموقع عن قرية كاف حوالي 17 كم، وهو موقع عبارة عن أساسات لبيوت حجرية في قاع الجبل ويوجد به عدد من أساسات الأبراج للمراقبة في قمة الجبل ويوجد عدد من القطع الحجرية المتناثرة حول الجبل. وقد عمدت إدارة الآثار والمتاحف بتعليم القريات بعمل السياج اللازم لمنع أي تعد عليه، ويحتاج الموقع إلى دراسة علمية للتعرف على تاريخه والتنقيب فيه.